# Песня Юга
«Песня Юга» (англ. Song of the South) — американский музыкальный фильм с живыми актёрами и использованием анимации производства The Walt Disney Company, выпущенный RKO Radio Pictures в 1946 году.

## Сюжет
Фильм основан на сюжетах «Сказок дядюшки Римуса» писателя Джоэля Харриса. Живыми актёрами на экране разыгрывается история-обрамление, в которой дядюшка Римус рассказывает сказки о братце Кролике и его друзьях; сюжеты самих сказок с персонажами в виде антропоморфных животных представлены в виде мультипликационных фильмов.

## В ролях
- Джеймс Баскетт — Дядюшка Римус / Братец Лис
- Бобби Дрисколл — Джонни
- Кларенс Нэш — мистер Сиалия
- Джонни Ли — Братец Кролик
- Ник Стюарт — братец Медведь

## Отзывы критиков
В США фильм никогда не выпускался на домашнем видео, но некоторые его части выходили на VHS и DVD в рамках сборников или специальных изданий других фильмов Диснея. Причиной этого являлось крайне неоднозначное восприятие фильма, в котором многие критики находили расистский подтекст, обвиняя его в политической некорректности и демонстрации пренебрежительного отношения к темнокожим людям.
В 2003 году Интернет-сообщество кинокритиков поставило фильм на 67-е место в списке лучших анимационных фильмов всех времён.

## Награды
- В 1948 году фильм получил премию «Оскар» за лучшую музыку[7].